# Andrzej Stolarzewicz
Andrzej Stolarzewicz (ur. 10 lutego 1941 w Żywcu, zm. 6 sierpnia 2011) - profesor nauk chemicznych o specjalności chemia polimerów.
Studia ukończył w 1962 na Politechnice Wrocławskiej, zaś stopień naukowy doktora (1974) i doktora habilitowanego nauk chemicznych (1987) uzyskał na Politechnice Śląskiej w Gliwicach. Tytuł profesorski otrzymał 18 czerwca 2001.
Był pracownikiem naukowym między innymi Centrum Chemii Polimerów PAN w Zabrzu (1968–2003) i Uniwersytetu Śląskiego.